# Dioctria flavicincta
Dioctria flavicincta är en tvåvingeart som beskrevs av Roder 1884. Dioctria flavicincta ingår i släktet Dioctria och familjen rovflugor. Inga underarter finns listade i Catalogue of Life.